# Basset
Basset (tiếng Pháp bassette, từ tiếng Ý bassetta), còn được gọi là barbacole và hocca, là một trò chơi đánh bạc sử dụng bài bạc, được coi là một trong những trò chơi lịch sự nhất. Nó dành cho những người thuộc tầng lớp cao nhất vì những khoản thua hoặc thắng lớn mà người chơi có thể gánh chịu.

## Basset ở Ý
Theo DELI (Dizionario etimologico della lingua italiana), từ Basetta được ghi nhận lần đầu trong nửa đầu thế kỷ 15. Trò chơi Basset được mô tả là được phát minh vào năm 1593 bởi một quý tộc Venetian tên là Pietro Cellini, người bị lưu đày ở Corsica vì sáng chế của mình. Nó có thể đã được tạo ra từ trò chơi Hocca, Hoca hoặc thậm chí Hoc, được coi là phiên bản trước và một hình thức cấm của roulette Ý mà người ta mất số tiền đáng kể, và cũng là một phiên bản sớm của Biribi, được Cardinal Mazarin mang vào thời trang.

## Basset ở Pháp
Basset được giới thiệu lần đầu vào Pháp bởi Signior Justiniani, đại sứ của Venice, vào năm 1674.
Trò chơi này rất phổ biến tại triều đình của Vua Charles II, và ngay cả sau ngày 15 tháng 1 năm 1691, khi Louis XIV ban hành một sắc lệnh từ hội đồng riêng của mình, trong đó ông cấm cụ thể không chỉ các sĩ quan trong quân đội của mình, mà còn tất cả những người khác không phân biệt giới tính hoặc tôn giáo chơi Hoca, Pharaoh, Barbacole và Basset. Số tiền mất mát trong trò chơi này ở Pháp rất đáng kể đến nỗi quý tộc đe dọa bị sa lầy sau khi nhiều người có địa vị bị sa sút. Sau đó, luật chống đánh bạc được siết chặt, và họ giấu Basset dưới cái tên "pour et contre", tức là "ủng hộ và phản đối".
Theo quy định của Basset, người chia bài (người quản lý ngân hàng) được đảm bảo lợi thế lớn và lợi nhuận của họ rất lớn, đến mức đặc biệt là chỉ những người thuộc các gia đình quý tộc mới được cấp quyền sở hữu một ngân hàng Basset, nơi mức cược không giới hạn. Điều này đảm bảo rằng người chia bài có thể thu được một tài sản đáng kể trong thời gian ngắn. Ưu điểm của người chia bài xuất phát từ nhiều cách, nhưng chủ yếu là từ sự cám dỗ của những người chơi mạo hiểm để tăng cược trên những cơ hội tuyệt vọng nhất, những cơ hội hiếm khi xuất hiện và trong thời gian dài góp phần lớn cho lợi ích của ngân hàng. Khi được cấp phép để mở một bàn Basset công cộng ở Pháp, mức cược được giới hạn chặt chẽ là mười hai xu.

## Basset ở Anh
Basset di cư đến Anh vào khoảng năm 1677, được giới thiệu bởi một người chia bài gọi là Morin, nhưng không thành công ngoài các vòng cung điện do chi phí cao và những rủi ro nặng nề đối với người chơi. Thời kỳ hoàng kim của nó có vẻ đã là vào đầu thế kỷ 18. Nó không xuất hiện trong cuốn The Complete Gamester năm 1674 của Cotton, nhưng được đánh giá cao trong phiên bản năm 1721 với một mục nhập dài nơi mà tính khốc liệt của đánh bạc được nhấn mạnh. Nó được mô tả là một "trò chơi Pháp", có lẽ vì nó đã được nhập khẩu từ Pháp. Mức cược cao của trò chơi, cùng với sự tàn phá của nó, là chủ đề của vở hài năm 1705 The Basset Table của Susanna Centlivre.
Người Anh đã biến Basset trở nên khác biệt so với những gì nó đã là ở Pháp, nơi theo sắc lệnh hoàng gia, công chúng chung không được phép chơi với mức cược hơn một franc hoặc một bank mười đồng xu, - và những mất mát hoặc lợi nhuận không thể mang đến sự tuyệt vọng cho một gia đình. Ở Anh, những người chơi có thể làm theo ý mình, đặt cược từ một guinea đến một trăm guinea trở lên, trên một lá bài. Sau ba hoặc bốn năm, nhiều người chơi đã làm trống kiệt gia đình của họ đến mức Quốc hội ban hành một lệnh cấm với những hình phạt nghiêm khắc đối với cả hai trò chơi.
Tuy nhiên, như người viết cổ của chúng ta nói, "vì tính chất quyến rũ," "vì các phép nhân và lợi ích khác nhau mà nó có vẻ như đề nghị cho những người chơi thiếu thận trọng, nhiều người rất thích nó đến mức họ sẽ chơi với mức cược nhỏ hơn thay vì bỏ cuộc; và hơn là không chơi, họ sẽ đặt cược tại một bank sáu xu, ba xu, thậm chí hai xu - điều này cho thấy hy vọng giành chiến thắng trong quinze-et-le-va và trente-et-le-va đã làm cho họ say mê."

## Lợi thế
Việc chơi Basset cuối cùng dẫn đến một hình thức xổ số. Một người chơi có thể đôi khi thắng, nhưng người chiến thắng lớn là người chia bài (ngân hàng). Người chia bài có một số đặc quyền theo quy tắc, bao gồm quyền quyết định duy nhất về lá bài đầu và lá bài cuối; điều này mang lại cho họ một lợi thế đáng kể. Điều này là một sự thật được công nhận rõ ràng ở Pháp đến nỗi vua ra lệnh công khai rằng đặc quyền của một tallière (người chia bài) chỉ được phép dành cho chief cadets (con trai của quý tộc). Giả định của ông là ai đảm nhận vai trò ngân hàng phải trong một thời gian rất ngắn, tích luỹ được một tài sản đáng kể.

## Quy tắc chơi
Các người chơi ngồi xung quanh một cái bàn, người chia bài (ngân hàng/người chia bài) ở giữa, với ngân hàng vàng trước mặt, và những người chơi hoặc người đặt cược mỗi người có một cuốn sách gồm 13 lá bài. Mỗi người đặt xuống một, hai, ba hoặc nhiều lá bài tùy ý, với số tiền đặt cược. Người chia bài lấy phần còn lại của bộ bài trong tay và lật chúng lên, với lá bài ở phía dưới được gọi là fasse; sau đó, ông trả một nửa giá trị số tiền đặt cược bởi người chơi lên bất kỳ lá bài thuộc loại đó (hạng).
Sau khi fasse được lật lên, và người chia bài và người thu tiền cược (người thu tiền cược, tương tự như một người chia bài) đã xem qua các lá bài trên bàn và tận dụng tiền được đặt cược, người chia bài tiếp tục với việc chia bài; và lá bài tiếp theo xuất hiện, dù là quân vương, hoàng hậu, át hay bất kỳ quân bài nào khác, sẽ thắng cho người chơi (thưởng 1-1), người chơi có thể nhận tiền, hoặc sẽ tiếp tục với paroli (nhân đôi cược), như đã nói trước đó, để tiến tới sept-et-le-va (thưởng 7-1). Lá bài sau đó thắng cho người chia bài, người lấy tiền từ lá bài thuộc loại đó của mỗi người chơi và đưa vào ngân hàng của mình, một lợi thế rõ ràng và to lớn hơn so với người chơi.
Người chia bài, nếu lá bài thắng là quân vương, và lá bài tiếp theo là mười, ông nói (cho thấy lá bài quanh vòng): 'Quân vương thắng, mười thua,' trả tiền cho những lá bài đó và lấy tiền từ những người thua, thêm vào ngân hàng của mình. Sau đó, ông tiếp tục với việc chia bài: 'Át thắng, năm thua;' 'Bồi (quân J) thắng, bảy thua;' và tiếp tục như vậy, mỗi lá bài khác nhau lượt lượt thắng và thua, cho đến khi tất cả các lá bài đã được chia nhưng chỉ còn lại một lá bài. Theo quy tắc của trò chơi, lá bài cuối cùng được lật lên là vì lợi ích của người chia bài; mặc dù một người chơi có thể có một lá bài thuộc loại đó, nhưng nó vẫn được cho phép là một trong những phần công nợ của người chia bài, ông không trả tiền cho nó.
Người chơi táo bạo may mắn và phiêu lưu, và có thể đặt cược với một số tiền lớn vào sept-et-le-va (thưởng 7-1), quinze-et-le-va (thưởng 15-1), trente-et-le-va (thưởng 30-1), v.v., phải đã tăng gấp đôi số tiền cược ban đầu của mình một cách kỳ diệu; nhưng điều này hiếm khi được thực hiện; và sự mất mát của người chơi, bởi tính chất của trò chơi, luôn luôn vượt quá mất mát của ngân hàng; thực tế, trò chơi này hoàn toàn thuận lợi cho ngân hàng; và tuy nhiên rõ ràng rằng, bất chấp sự nhận thức này, trò chơi phải đã là một trong những trò chơi hấp dẫn và cuốn hút nhất từng được phát minh.

### Gian lận
Tất nhiên, ở Basset cũng có những hình thức gian lận được thực hiện bởi người chia bài hoặc ngân hàng, ngoài những lợi thế quy định của họ. Có thể chia bài sao cho người chơi không thắng được trong suốt bộ bài; và người chia bài có quyền để người chơi thắng nhiều lần theo ý muốn của mình.

### Thuật ngữ
Vào năm 1870, trò chơi được mô tả ở Anh sử dụng sự kết hợp của từ và cách viết từ tiếng Pháp và tiếng Anh:
- Cái tallière (ngân hàng), người đặt một số tiền để trả lời cho mỗi lá bài thắng có thể lộ diện.
- Cái croupière (người trợ giúp của người chia bài), đứng bên cạnh để giám sát các lá bài thua, để khi có nhiều người chơi, ông không bỏ sót bất cứ điều gì có thể mang lại lợi nhuận cho mình.
- Người chơi (trong tiếng Pháp, ponter - đặt cược), do đó, mỗi người chơi.
- Fasse: lá bài đầu tiên được lật lên bởi người chia bài, mà ông kiếm được một nửa giá trị số tiền đặt cược lên mỗi lá bài thuộc loại đó của người chơi.
- Cái couch (từ couche, cược): đây là cược đầu tiên mà mỗi người chơi đặt lên mỗi lá bài. Mỗi người chơi có một cuốn sách gồm 13 lá bài trước mặt, trên đó ông phải đặt tiền cược của mình.
- Paroli (có thể xuất phát từ parole, để "đưa lời" - nhân đôi cược): người chiến thắng couch, và có ý định tiến tới một lợi thế khác, gập góc lá bài để chỉ ông sẽ để tiền của mình mà không nhận được giá trị từ người chia bài.
- Masse: khi những người đã chiến thắng couch, sẽ cược thêm tiền vào cùng lá bài.
- Pay: khi người chơi đã thắng couch, và do băn khoăn không biết có nên nhân đôi cược tiếp theo hay không, ông kết thúc; bởi vì bằng cách đi tới pay, nếu lá bài được lật lên sai, ông không mất gì, vì đã thắng couch trước đó; nhưng nếu trong cuộc mạo hiểm này, vận may đồng hành với ông, ông sẽ thắng gấp đôi số tiền ông đã cược.
- Alpieu: khi couch được thắng bằng cách lật lên hoặc gập góc của lá bài thắng.
- Sept-et-le-va (bảy và tiến): cơ hội lớn đầu tiên cho thấy những lợi thế của trò chơi, nghĩa là nếu người chơi đã thắng couch, và sau đó tạo ra một paroli bằng cách gập góc lá bài của mình và tiếp tục tới một cơ hội thứ hai, nếu lá bài thắng của ông lại lộ diện, nó sẽ trở thành sept-et-le-va, tương đương với bảy lần số tiền ông đã đặt cược lên lá bài.
- Quinze-et-le-va (mười lăm và tiến): đáp ứng sở thích của người chơi, ai có thể đã quyết định theo sở thích của mình, và vẫn đặt tiền cược lên cùng lá bài, điều này được thực hiện bằng cách gập góc thứ ba của lá bài của ông. Nếu lá bài này được lật lên bởi người chia bài, ông sẽ thắng 15 lần số tiền ông đã đặt cược.
- Trent-et-le-va (trenta - ba mươi và tiến): được đánh dấu bằng người chơi may mắn gập góc cuối cùng của lá bài thứ tư của mình, lá bài này nếu lật lên sẽ khiến ông thắng 30 lần số tiền ông đã đặt cược.
- Soissante-et-le-va (soixante - sáu mươi và tiến): cơ hội cao nhất có thể xảy ra trong trò chơi, vì nó trả 60 lần số tiền cược đã đặt. Hiếm khi nó được thắng ngoại trừ một số người chơi đã đẩy vận may của mình đến cùng.

## Tính toán toán học
Basset đã trở thành đối tượng của các tính toán toán học. Abraham de Moivre đã ước tính mức thua của người chơi dưới mọi trường hợp về số lá bài còn lại trong bộ khi người chơi đặt cược, và bất kỳ số lần nào lá bài của anh ta được lặp lại trong bộ. De Moivre đã tạo ra một bảng cho thấy mức thiệt hại của người chơi trong bất kỳ tình huống nào anh ta có thể gặp phải. Từ bảng này, có những điều sau đây:
1. Rằng càng ít lá bài còn lại trong bộ, thua lỗ của người chơi càng lớn.
2. Rằng mức thiệt hại nhỏ nhất của người chơi, dưới các điều kiện giống nhau về số lá bài còn lại trong bộ, là khi lá bài chỉ xuất hiện hai lần trong bộ; mức thiệt hại lớn hơn khi lá bài xuất hiện ba lần; và càng lớn hơn khi lá bài xuất hiện bốn lần; và lớn nhất khi lá bài chỉ xuất hiện một lần. Lợi nhuận của ngân hàng trên tất cả số tiền cược trong Basset là 15s 3d mỗi đồng.[13]